# 阿维拉
阿维拉（西班牙語：Ávila），又譯為亞維拉，是西班牙中部的一座城市，也是阿维拉省的省会，属于卡斯蒂利亚-莱昂自治区。阿維拉的舊城區和城牆外的教堂群被列入世界文化遺產。

## 地理
阿维拉海拔1117米，是西班牙地势最高的省会城市。它建立在一个岩石山上，突兀地出现在一片真正的荒野之中：褐色、干旱的土地，没有树木，散落着巨大的灰色巨石。气候也是极端的：冬季漫长而寒冷，夏季短暂。

## 历史
阿维拉以其中世纪城墙著称，在1090年用棕色花岗岩建造，有88个塔和9个门，但城市的大部分超出了其边界。哥特式的阿维拉主教座堂兴建于12世纪到14世纪，拥有堡垒的外观，防御墙和加固塔。它包含了许多有趣的雕塑，绘画，除了一个特别的纯银圣餐盒，是Juán de Arfe1571年的作品。圣文生（San Vicente），圣伯多禄（San Pedro）和圣塞贡多（San Segundo）的教堂，为12世纪罗曼式建筑。
在由天主教女王伊莎贝拉一世在1482年建立的哥特式圣托马斯修道院，特别值得注意的是大理石纪念碑，由15世纪佛罗伦萨雕塑家多梅尼科·凡切利（Domenico Fancelli）雕刻，位于斐迪南二世和和伊莎贝拉唯一的儿子胡安王子的墓的上方。

## 名人
阿维拉是4世纪神学家培利司理安（Priscillian）的出生地，他是第一位因为异端罪名被处死的基督徒。该市还以16世纪加尔默罗会的改革者大德蘭著称，她的诞生地现在是一个修道院和一座教堂。从1482年至1807年，它也是一个大学的所在地。
奥森·威尔士喜欢住在这座城市：“可怕的气候，夏天过于炎热，冬季过于寒冷，很奇怪悲惨的地方。我不知道为什么我想在这里住。”

## 友好城市
- 法國 洛特河畔新城
- 法國 吕埃-马尔迈松

## 图片

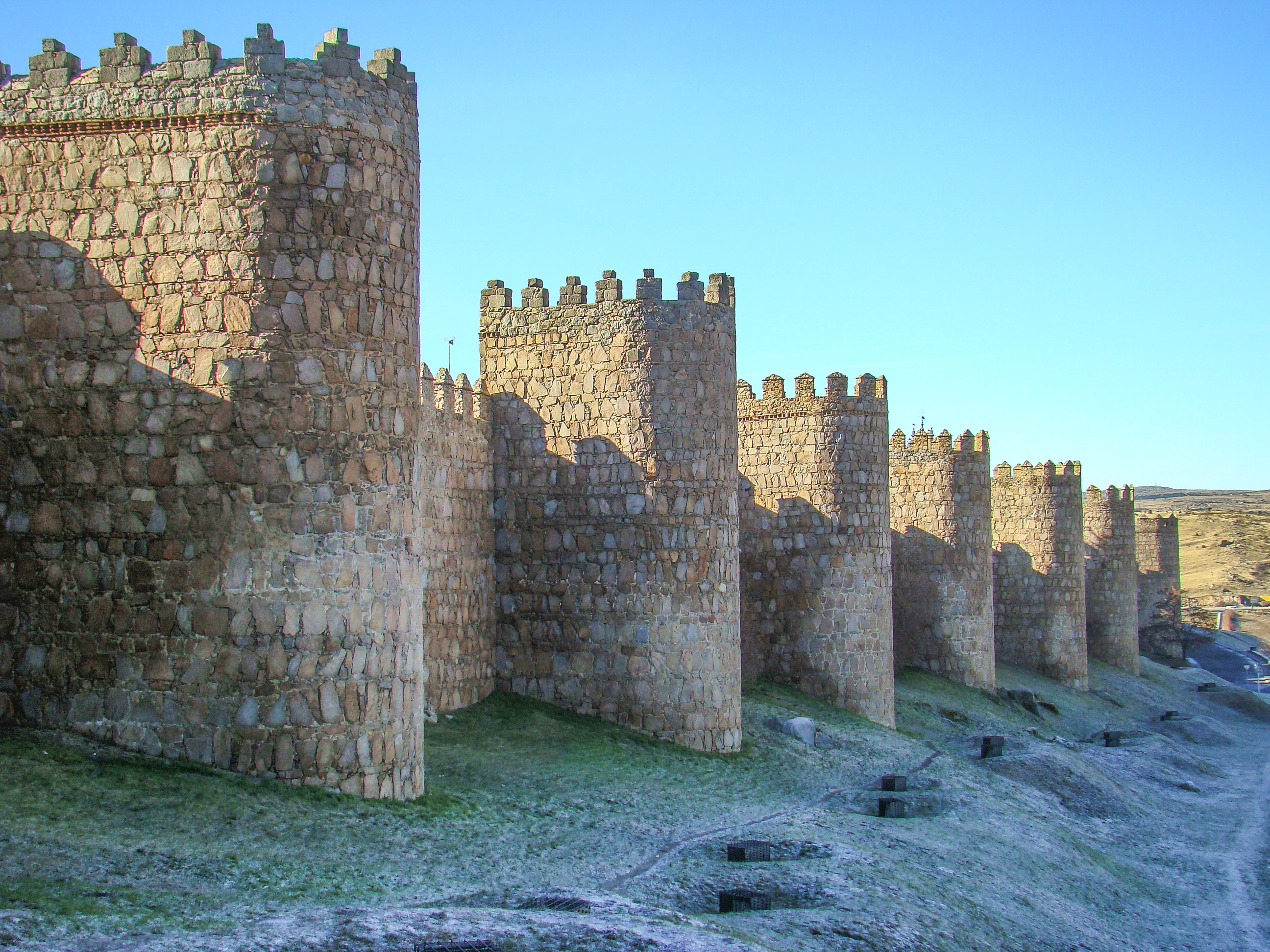
中世紀城牆
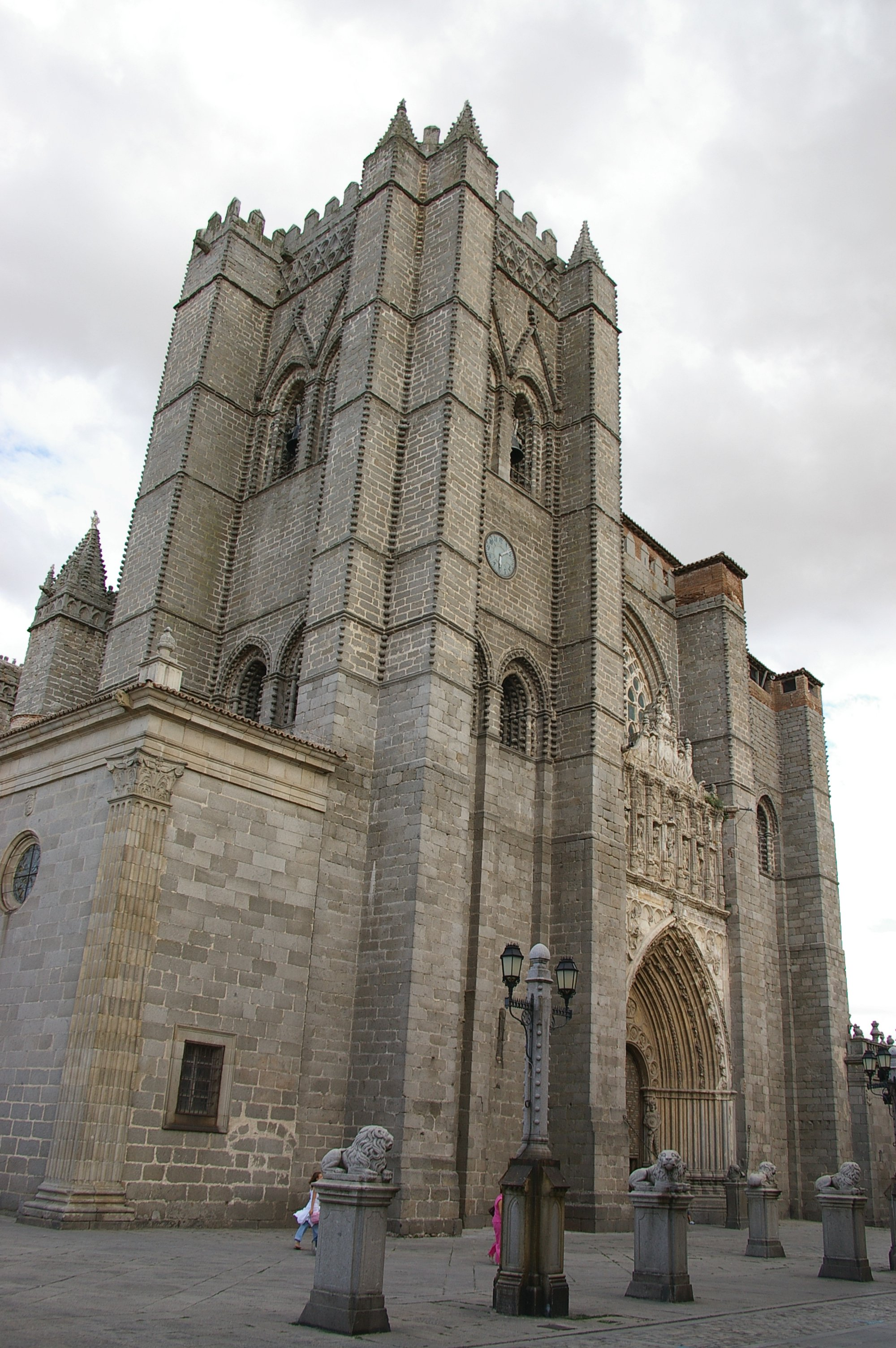
主教座堂
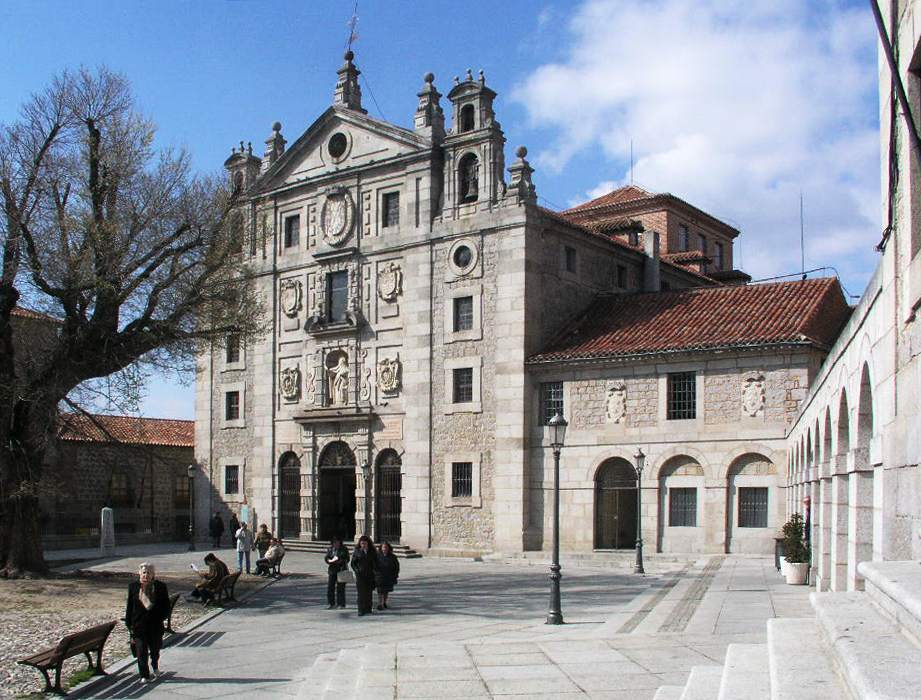
圣德肋撒修道院
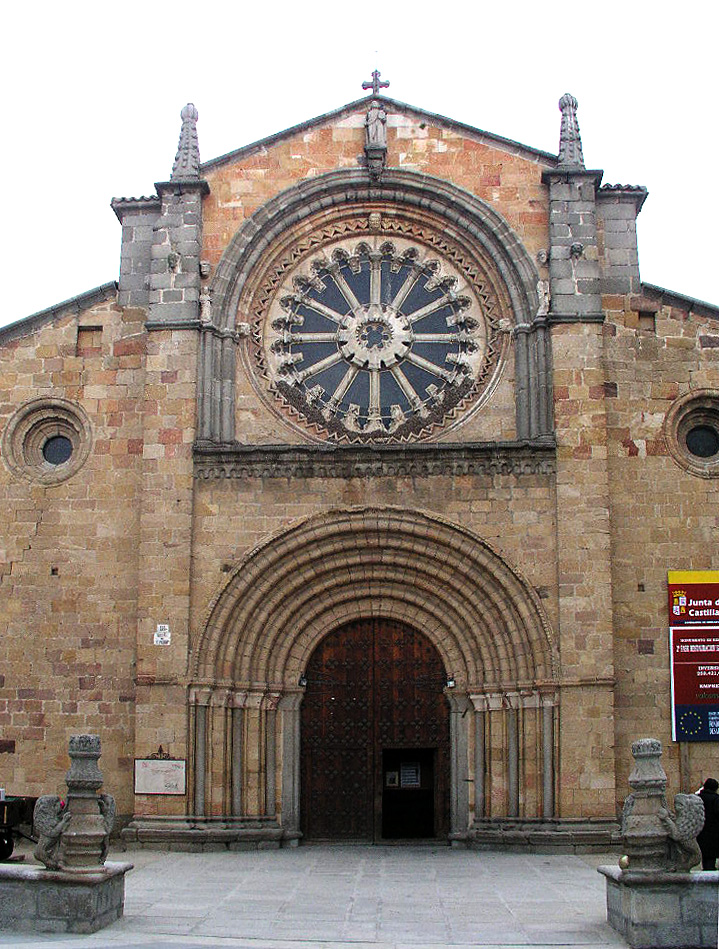
圣伯多禄教堂
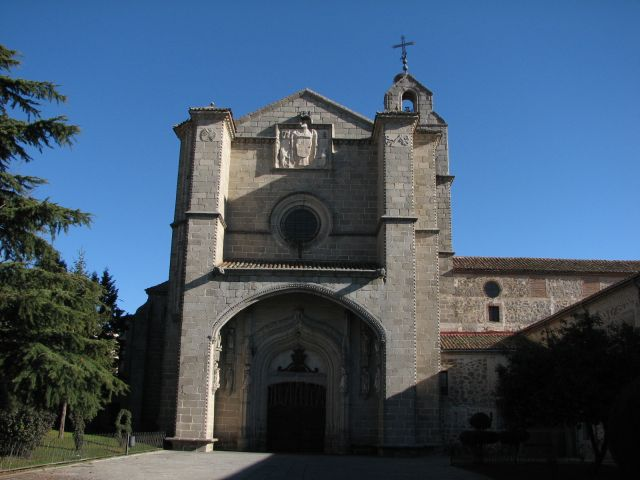
圣托马斯修道院
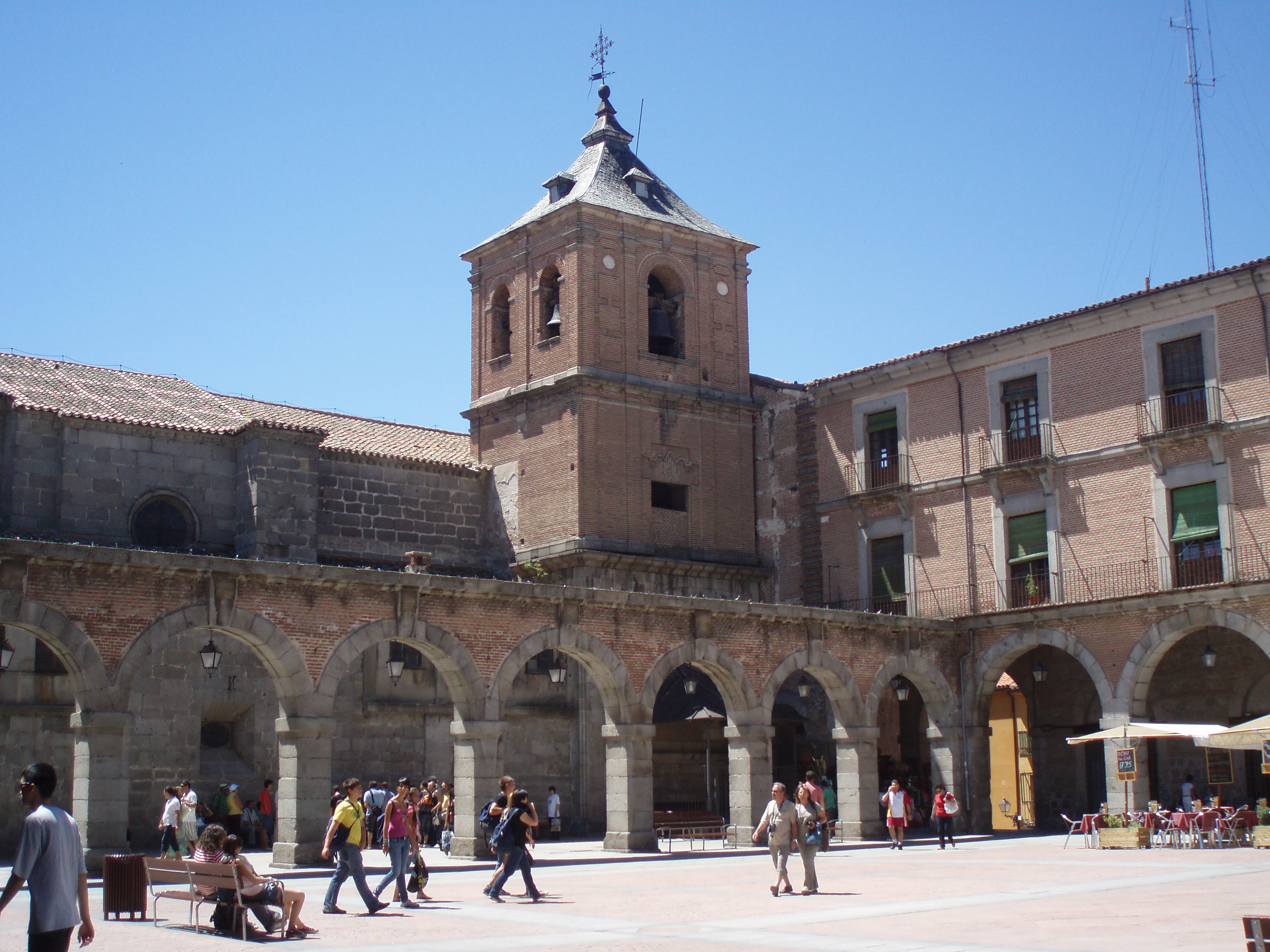
中世纪市集
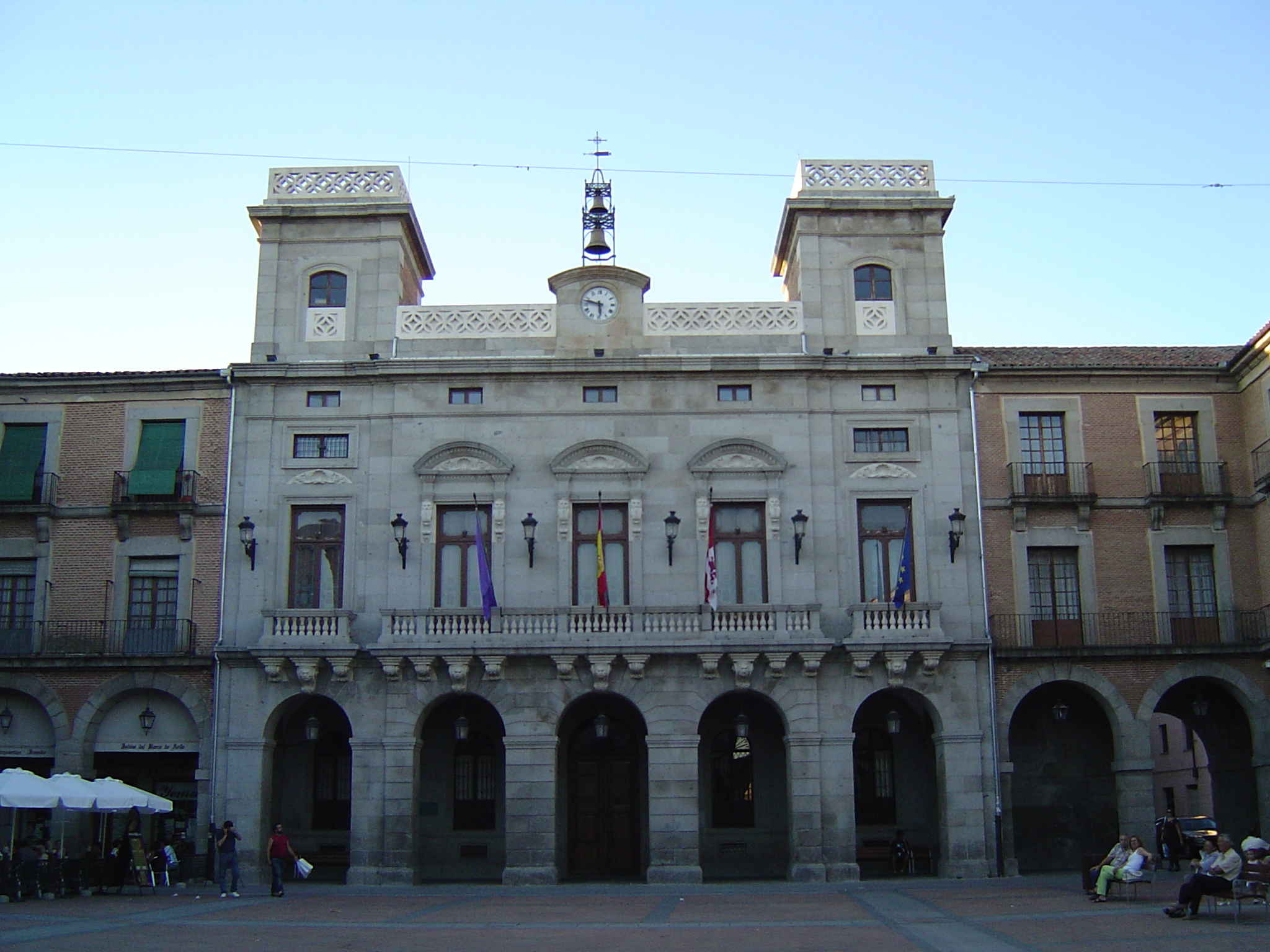
阿维拉市政府
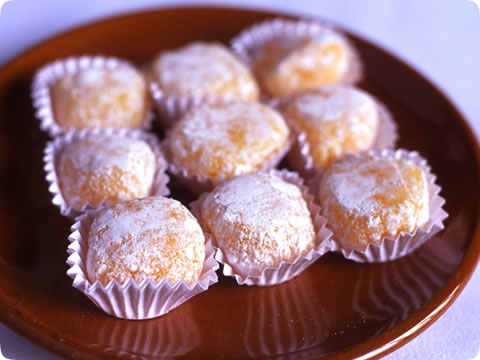
圣德肋撒甜点